# Tomás Acosta Pimentel
Tomás Acosta Pimentel (Buenos Aires, 1 de junio de 1999) es un jugador de rugby argentino que ocupa principalmente la posición de centro, aunque también puede jugar como wing. Actualmente, juega en RC Suresnes en Francia, en la liga Nationale 1.
A lo largo de su carrera, ha participado en torneos internacionales como el Super Rugby Américas, representando a Yacare XV y en seleccionados nacionales como el Campeonato Mundial de Rugby Juvenil, representando a Argentina.